# Elst (Gelderland)

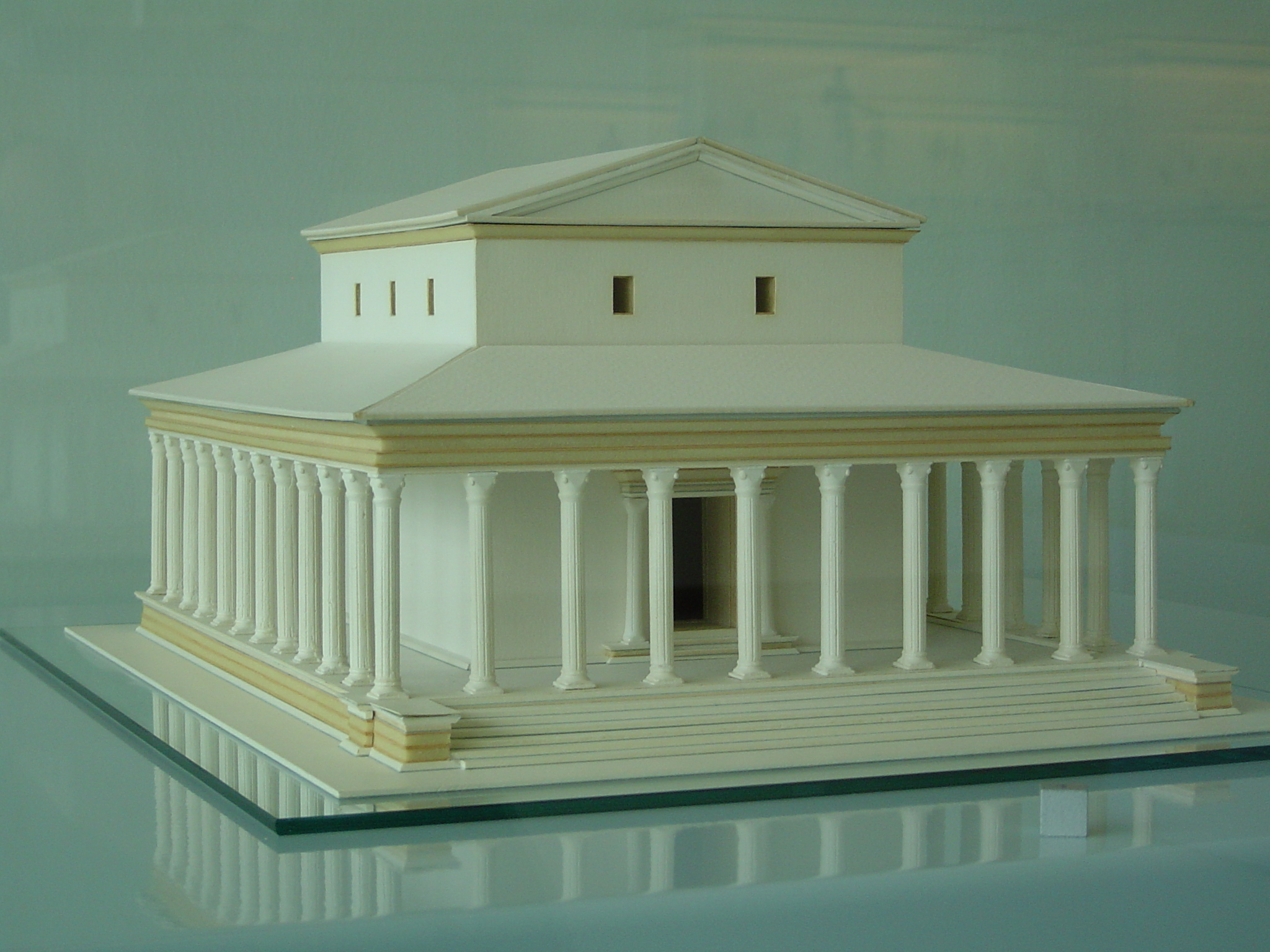
Maquette Romeinse tempel van Elst

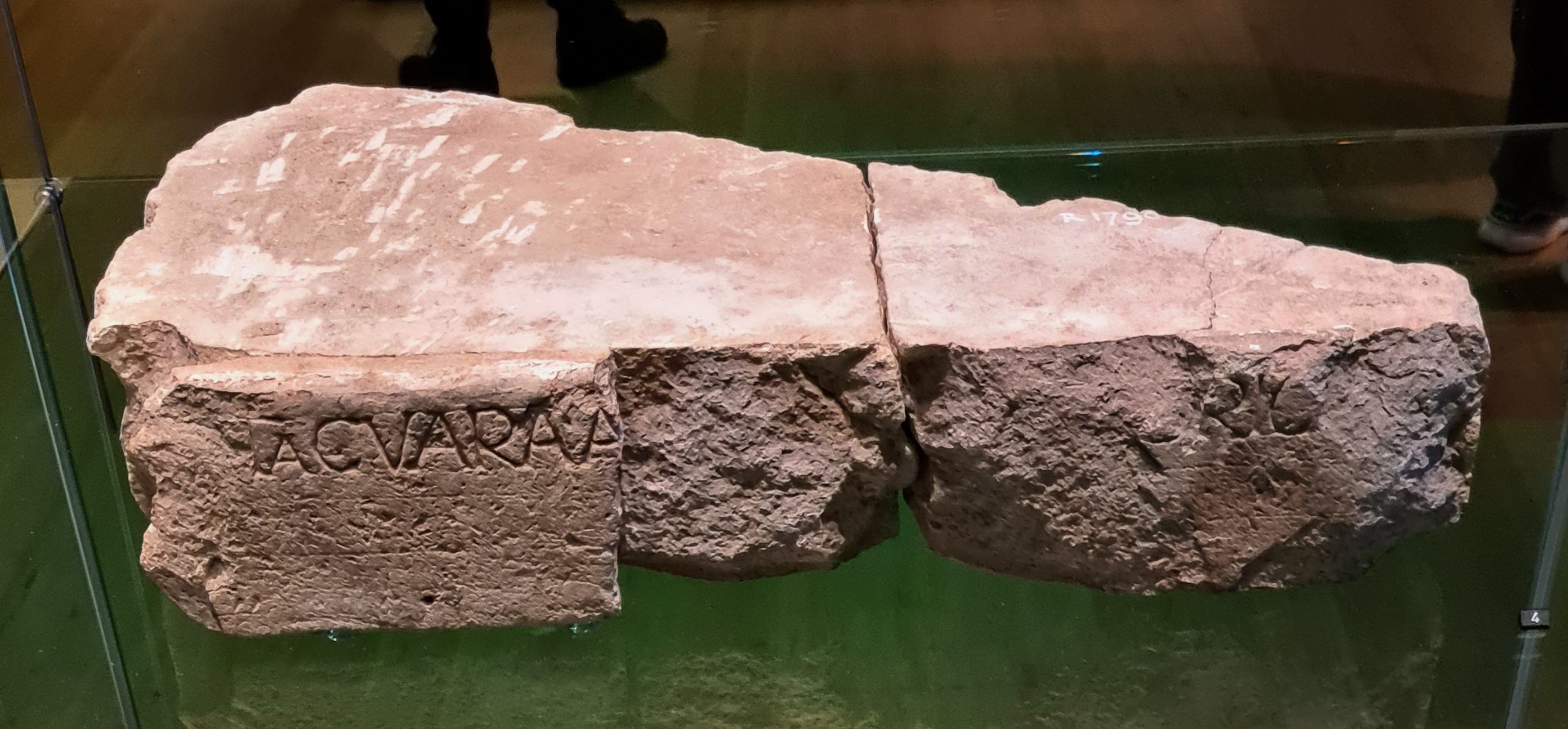
10e-eeuwse altaarsteen in de Grote Kerk met inscriptie wijding door bisschop Balderik van Utrecht

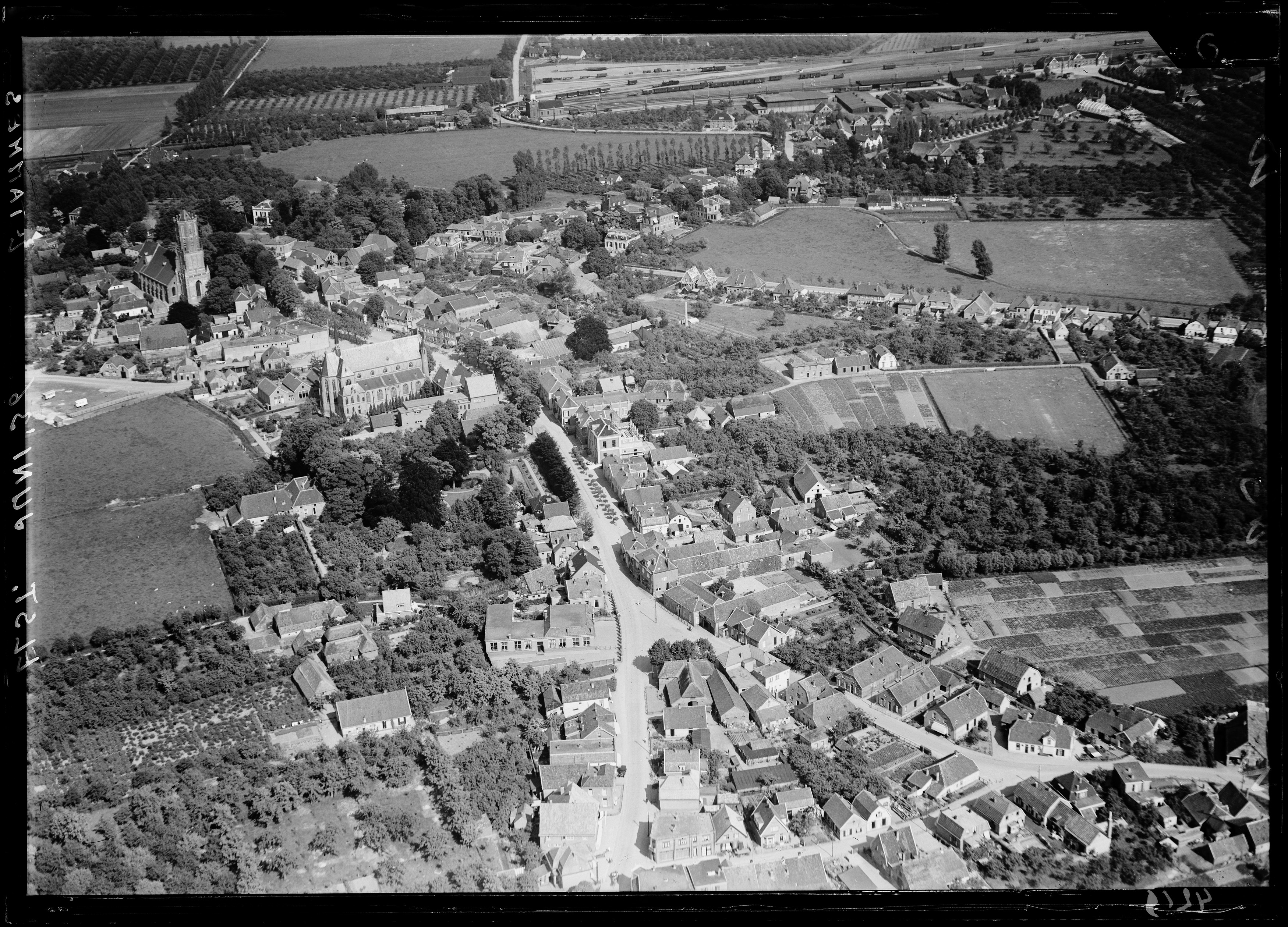
Luchtfoto van Elst, 1920-1940 (foto NIMH)

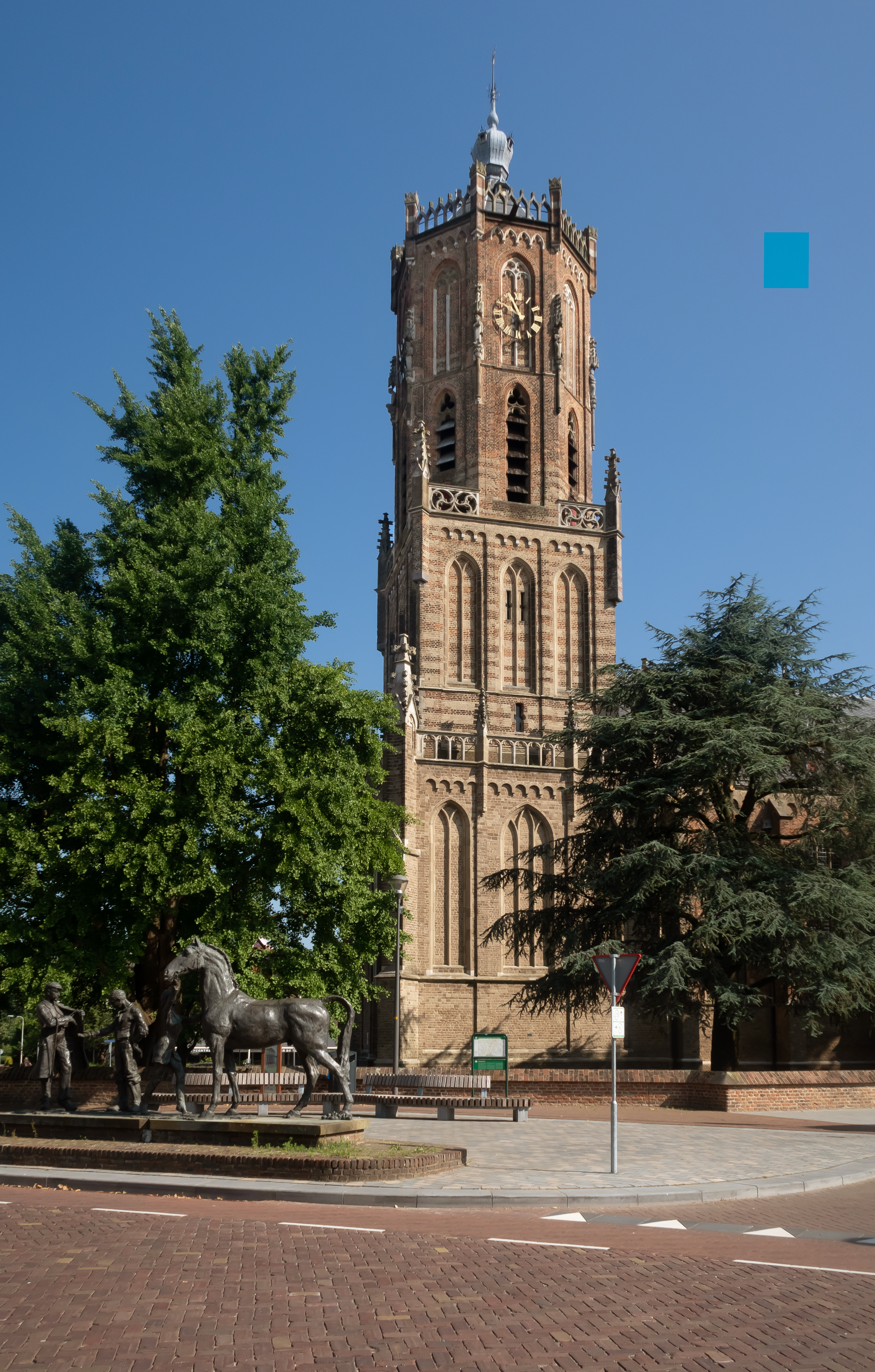
Grote of Sint-Maartenskerk

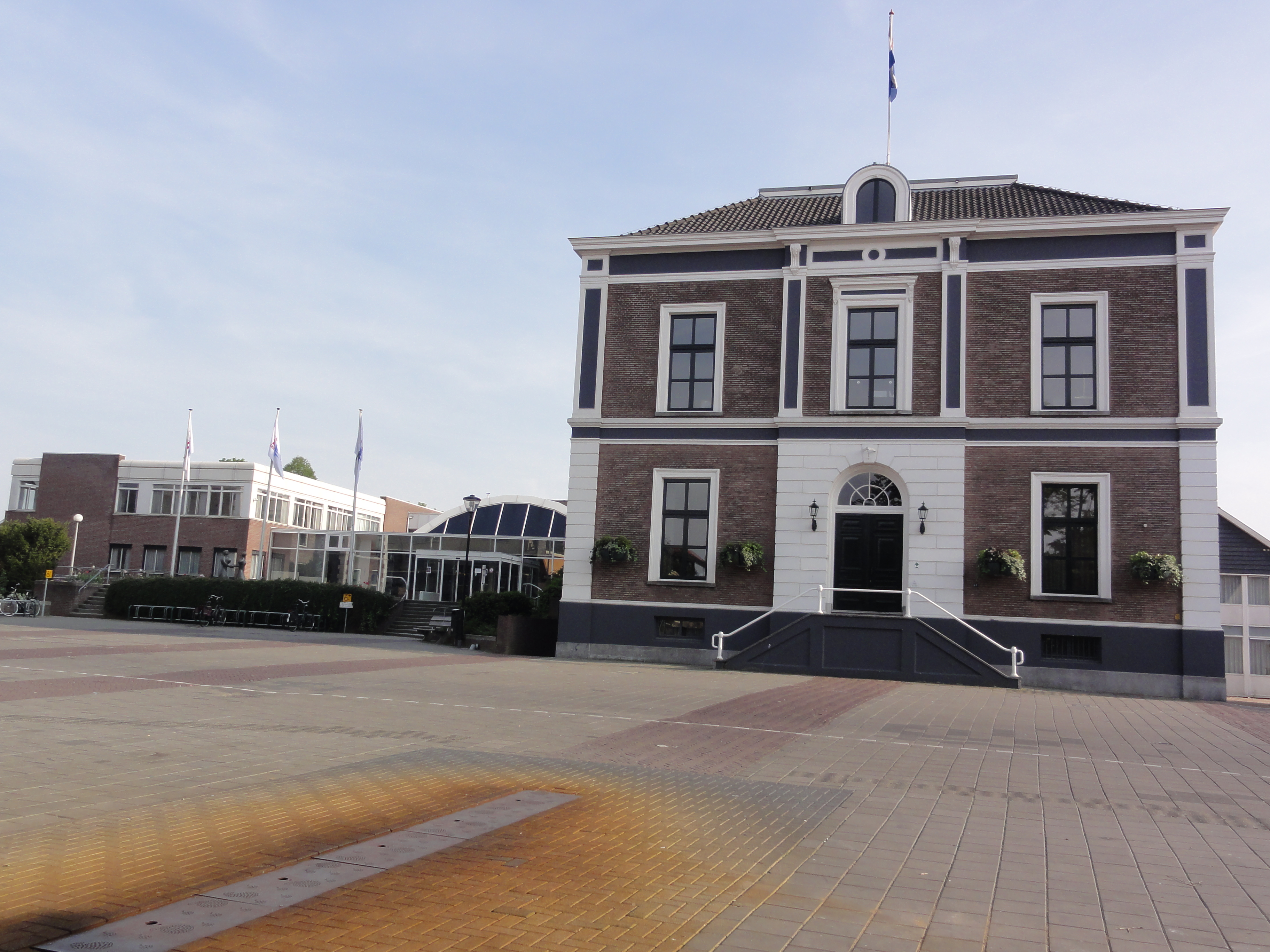
Het gemeentehuis van Elst

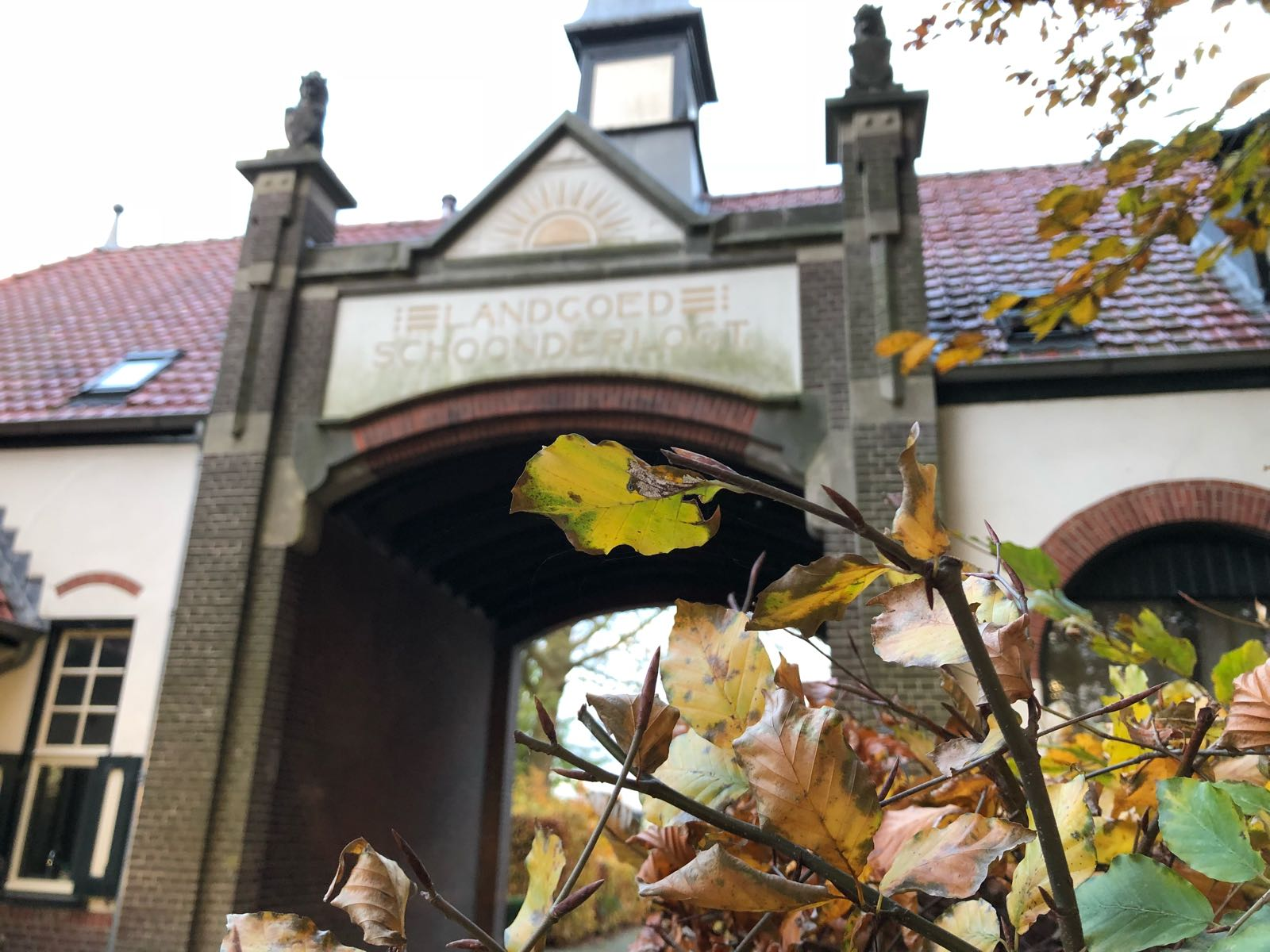
Landgoed Schoonderlogt

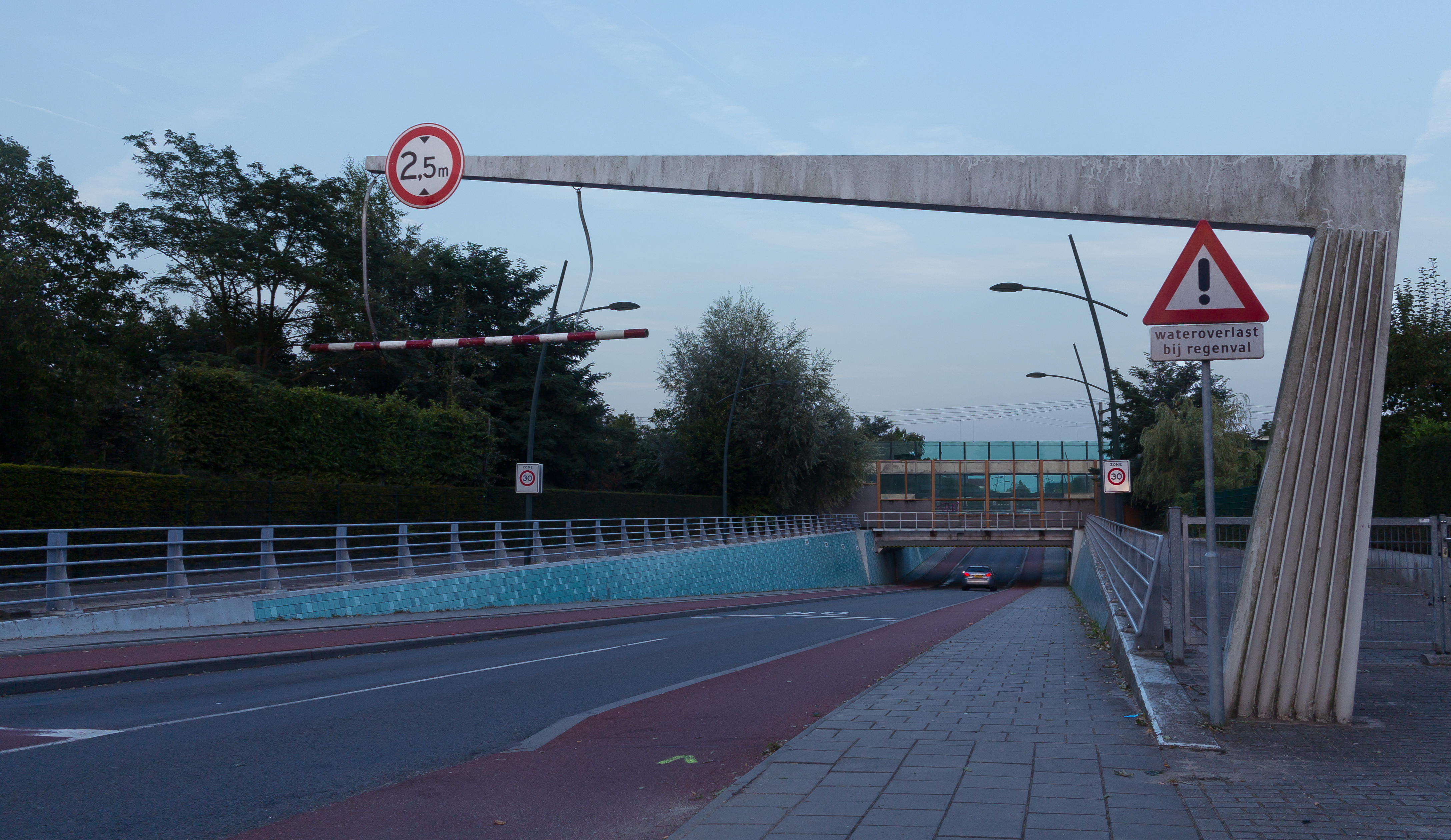
Autotunnel onder het spoor

Elst is het grootste dorp van de Gelderse gemeente Overbetuwe tussen de steden Arnhem en Nijmegen. Elst had op 1 januari 2023 22.470 inwoners. Van 1812 tot 2001 was Elst een zelfstandige gemeente; in dat laatste jaar fuseerde deze met Valburg en Heteren tot de gemeente Overbetuwe.

## Etymologie
Het oudste document waarin de naam van Elst wordt vermeld stamt uit 726. Hierin wordt de plaats Heliste genoemd. Algemeen wordt ervan uitgegaan dat deze naam van het Germaanse *alhistja komt dat "heidens heiligdom" betekende of een afleiding is van *alha, dat als "woonplaats" kan worden omschreven. De naam Heliste raakte verbasterd tot onder meer Elistha en uiteindelijk Elst.

## Geschiedenis
Uit de Romeinse tijd zijn verschillende bouwwerken aangetroffen. Fundamenten van twee Romeinse tempels c.q. een hoofdheiligdom van de Bataven zijn aan het licht gekomen onder de Grote of St. Maartenskerk, toen deze op 1 oktober 1944 tijdens het Duitse offensief tegen het geallieerde Over-Betuwse bruggenhoofd van 1 tot 6 oktober door oorlogsgeweld werd vernield. Deze tempels behoren tot de grootste die ten noorden van de Alpen zijn gevonden. Voor de plaatsing van de eerste stenen tempel was de plek al als cultusplaats in gebruik. Naast deze twee tempels is er in 2004 een derde Romeinse tempel aangetroffen bij de bouw van de nieuwbouwwijk Westeraam. Ook is er onder het huidige pand van de ABN AMRO een Romeins badhuis gevonden. Nog in 2010 werd bij graafwerkzaamheden een kwart van een prehistorische kano aangetroffen uit 400 tot 200 voor Christus.
De oude Romeinse tempels en de huidige Grote of Sint-Maartenskerk liggen op stroomruggronden, een heuveltje, gelegen op de splitsing van twee oude rivierarmen van de Rijn. In Elst was het in 1976 groot feest toen het dorp officieel 1250 jaar bestond.
In Elst bevond zich het 15e-eeuwse kasteel De Parck, dat in 1818 is afgebroken. Op het voormalige kasteelterrein bevindt zich anno 2022 het natuurcentrum Landerij De Park.
De gemeente Elst zoals die op 1 januari 1812 ontstond werd op 1 januari 1818 van samenstelling veranderd. Een deel van het grondgebied moest worden afgestaan aan de nieuw gevormde gemeente Valburg. Anderzijds werden de naburige gemeenten Elden en Lent opgeheven en bij Elst gevoegd. In 1966 ging Elden over naar de gemeente Arnhem voor de bouw van het nieuwe stadsdeel Arnhem-Zuid rondom dit dorp. Evenzo werd Lent in 1998 geannexeerd door Nijmegen toen ook deze stad voor nieuwbouwwijken de 'sprong' over de rivier maakte. Op 1 januari 2001 is het resterende deel van de gemeente Elst gefuseerd met de gemeenten Valburg en Heteren tot de gemeente Overbetuwe.

## Werenfridus
Elst is het patroonheiligdom van Sint Werenfried van Elst, beter bekend als Werenfridus. In het dorp bevinden zich dan ook verschillende gebouwen, een plein en een vereniging die naar hem vernoemd zijn. Zo heette de protestantse Grote of St. Maartenskerk voorheen St. Werenfriduskerk. Verder is er de R.K. St. Werenfriduskerk uit 1951, die ontworpen is door architect G.M. Leeuwenberg. Deze kerk behoorde tot 2010 tot de St. Werenfridusparochie. Na samenvoeging van acht parochies in de Over-Betuwe is deze opgegaan in de St. Benedictusparochie. De Elster katholieken worden nu binnen deze nieuwe parochie als de Geloofsgemeenschap St. Werenfridus aangeduid. Ook de R.K. Basisschool Sunte Werfert (verbastering van Sint Werenfridus) en het Werenfriedplein aan de Dorpsstraat zijn naar de Heilige Werenfridus genoemd. Ook is de plaatselijke scoutinggroep naar deze heilige genoemd; Sint Werenfridusgroep Scouting Elst en ook heeft deze de nalatenschap van Sint Werenfridus in haar logo opgenomen. Eeuwenlang was het lichaam van Sint Werenfridus begraven onder de Grote of St. Maartenskerk. In de loop der eeuwen is het lichaam van de heilige geroofd. Een sarcofaag is te zien in een klein museum in en onder de kerk, maar die behoorde waarschijnlijk niet toe aan Werenfried. In het museum zijn ook de resten van de twee Romeinse tempels te bezichtigen, alsmede de crypte welke in de tiende eeuw door bisschop Balderik werd gebouwd voor de relikwieën van Werenfried. Het motto van dit kerkmuseum is dan ook '2000 jaar religie'.

## Bezienswaardigheden
De voornaamste bezienswaardigheid in Elst is de Grote Kerk en het onder die kerk gelegen museum, waar resten van twee Bataafs-Romeinse tempels liggen.
Elke eerste maandag in september is er een paardenmarkt, een van de grootste paardenmarkten van Nederland. Landgoed Schoonderlogt was tijdens de Operatie Pegasus het hoofdkwartier van de US 101st Airborne Division onder bevel van Majoor Richard Winters. Het landgoed speelt ook een rol in de tiendelige televisieserie Band of Brothers van Steven Spielberg en Tom Hanks. Verder is er het Burgemeester Galamapark.

## Verkeer en vervoer
Elst ligt tussen Arnhem en Nijmegen en is bereikbaar per trein via station Elst met een directe trein- en busverbinding naar eerdergenoemde steden. Daarnaast is Elst bereikbaar via de A15 en A325. Omdat het dorp tussen Arnhem en Nijmegen in ligt, is het erg populair als woonplaats voor forensen. Mede daarom groeit Elst hard. Al vanaf 2004 wordt er gebouwd aan de wijk Westeraam, waardoor Elst er uiteindelijk 2500 woningen bij krijgt. Inmiddels is er ten zuiden van het dorp ook een nieuwbouwwijk verrezen, genaamd de Vinkenhof. Het dorp wordt ook uitgebreid met de nieuwe wijk De Pas. Ook is er een nieuwe rondweg om het centrum aangelegd, die gedeeltelijk bestaat uit eerder aangelegde wegen in het dorp.
Op 13 oktober 1954 vond in Elst een ernstig treinongeluk plaats met 6 doden en 11 gewonden.

## Industrie
Nabij het treinstation is sinds 1958 een Nederlandse vestiging van de Amerikaanse voedingsmiddelenfabrikant Heinz te vinden. Dit is de grootste ketchupfabriek in Europa. In het verleden was er ook een grote vestiging van de levensmiddelenfabrikant Nestlé, hier werden van 1966 tot 2007 onder meer Nuts en Bros chocoladerepen geproduceerd. Oostelijk van Elst omsloten door het industrieterrein is de Aamsche plas te vinden. Dit is een plas die in de jaren 1950 ontstaan is door afgraving voor de aanleg van een dam die als slaperdijk dienst moest doen.

## Voorzieningen
In het centrum van Elst bevinden zich diverse winkels en horecagelegenheden, met op donderdagochtend een weekmarkt.

## Onderwijs

### Basisonderwijs
Elst heeft elf basisscholen.

### Voortgezet onderwijs
Elst heeft drie scholen voor voortgezet onderwijs. Dat zijn:
- Het Westeraam
- Lyceum Elst
- Over Betuwe College

## Sport
In Elst zijn veel sportverenigingen. Een aantal van deze zijn geconcentreerd op sportpark "De Pas" en "Sportcentrum De Helster". Elst kent onder andere de volgende sportverenigingen:
- BCE (badminton)
- Budovereniging Elst (judo, boksen, kickboksen, MMA)
- Dansatelier Over de Linge (dans)
- DCE (darts)
- Dynamictennis Overbetuwe
- EHSV de Rietvoorn (hengelsport)
- Elistha (voetbal en turnen)
- Elstars[12] (wandelsportvereniging)
- EPC (paardrijden)
- ETAC '80 (tafeltennis)
- ETV de Helster (tennis)
- EZ&PC (zwemmen)
- Gaviiformes (duik- en onderwatersportvereniging)
- Gemini (volleybal)
- HC Overbetuwe (hockey)
- Onder de toren (schaken)
- Running Elst
- SV Spero (voetbal)
- Tourclub De Moraal (wielrennen en MTB)
- Unlimited (basketbal)
- Zwemvereniging Overbetuwe ZVO (zwemmen)
- Biljartvereniging Elst BVE (biljart)

## Geboren in Elst Gld
- Gillis André de la Porte (1800-1869), assuradeur en politicus
- Hendrik Willem Valk (1886-1973), architect
- Wies Stael-Merkx (1926-2012), r.k. activiste; voorzitster van de Acht-Mei-beweging
- Jan Zwartkruis (1926-2013), voetballer en voetbaltrainer
- Dik Herberts (1931-2016), voetballer en atleet
- Pierre Kartner (1935-2022), zanger, componist en muziekproducent (artiestennaam Vader Abraham)
- Paul Kuijpers (1939-1971), landbouwwetenschapper
- Henk Leeuwis (1945-2022), rijinstructeur en zanger (artiestennaam Henkie)
- Henk Leenders (1955), politicus (PvdA)
- Jeffrey Leiwakabessy (1981), voetballer
- Onne Witjes (1983), hardstyle-dj en muziekproducent (artiestennaam A-lusion)
- Hans Weijs jr. (1986), rallyrijder
- Dirk Proper (2002), voetballer

## Trivia
- Het document met de oudste naamsvermelding van Elst (Heliste) werd gevonden in het Duitse Zülpich. Sindsdien hebben de beide plaatsen een nauwe band. De namen Heliste en Elistha zijn heden terug te vinden in een gymvereniging, voetbalvereniging en appartementencomplex.
- De naam van de appelsoort Elstar is een samentrekking van Elst en Arie, naar de naam en woonplaats van Arie Schaap, de man achter de ontwikkeling van deze appelsoort.[13]
- In het gemeentehuis van Elst bevindt zich het eerste borstbeeld van koning Willem-Alexander der Nederlanden met baard gemaakt door kunstenares Maria Stams. Het bronzen beeld is gemaakt ter gelegenheid van de vernieuwing van het gemeentehuis.